# Marine royale yougoslave

Pavillon de la marine royale yougoslave entre 1922 et 1941.

La Marine royale yougoslave (en serbo-croate : Краљевска морнарица, КМ) est la branche navale de l'armée du royaume de Yougoslavie.
Elle a été créée en 1921 et se composait initialement de quelques anciens navires de la marine austro-hongroise donnés à la fin de la Première Guerre mondiale et transférés au nouvel État aux termes du traité de Saint-Germain-en-Laye.
Les seuls navires de guerre de mer modernes transférés au nouvel État étaient douze torpilleurs à vapeur et quatre navires fluviaux capables d'être utilisés sur le Danube et d'autres grands fleuves.
De nouvelles acquisitions importantes ont commencé en 1926 avec un ancien croiseur léger allemand, suivies de la mise en service de deux torpilleurs à moteur et d'une petite flottille de sous-marins au cours des prochaines années. À la fin des années 1920, plusieurs des navires d'origine ont été abandonnés.
Lorsque le nom de l'État a été changé en Yougoslavie en 1929, le nom de sa marine a été changé en marine militaire yougoslave pour refléter cela.